# 아룬다티 로이
수잔나 아룬다티 로이(Suzanna Arundhati Roy, 1961년 11월 24일 ~ )는 인도의 소설가이자 수필가이다. 대표작은 《작은 것들의 신》이다.
현재 신자유주의 반대운동과 강연활동을 펴고 있다. 2003년, 2004년 세계 사회 포럼에도 참여하였다.

## 생애
1961년 11월 24일 인도 메갈라야 주 실롱에서 태어났다. 대학에서 건축학을 전공했다.

## 학력
- 1974년 ~ 1978년: 로렌스 고등학교 졸업
- 1978년 ~ 1982년: 델리 대학교 건축학 학사

## 활동
1997년 첫 소설 《작은 것들의 신》으로 유명해졌는데, 이 소설은 발표된 해에 바로 제29회 맨부커상을 받았다. 2002년에는 문화적 자유에 기여한 공로로 래넌상(Lannon Award)를 수상하였다. 2017년에는 20년만에 두 번째 소설인 《지복의 성자》(The Ministry of Utmost Happiness)을 출간했다. 이 작품은 2017년 맨부커상 후보에 올랐다.

## 주요 저서
- 《작은 것들의 신》(The God of Small Things), 황보석 옮김, 문이당
- 《생존의 비용》(The Cost of Living), 최인숙 옮김, 문학과지성사 ISBN 89-320-1390-X
- 《9월이여, 오라》(Complete Essays), 박혜영 옮김, 녹색평론
- 《보통 사람들을 위한 제국 가이드》(The Ordinary Person's Guide to Empire), 정병선 옮김, 시울, 2005 ISBN 89-956197-3-2
- 《작은 것들의 신(The God of Small Things)》, 박찬원 옮김, 문학동네, 2016, ISBN 9788974563288
- 《지복의 성자(The Ministry of Utmost Happiness)》, 민승남 옮김, 문학동네, 2020, ISBN 9788954670241

## 같이 보기
- 이라크 전쟁